# Gamelia pygmaea
Gamelia pygmaea är en fjärilsart som beskrevs av William Schaus 1896. Gamelia pygmaea ingår i släktet Gamelia och familjen påfågelsspinnare. Inga underarter finns listade i Catalogue of Life.